# Rothhof (Bad Staffelstein)
Rothhof ist eine Einöde der oberfränkischen Stadt Bad Staffelstein im Landkreis Lichtenfels.

## Geografie
Rothhof liegt etwa zwei Kilometer nordöstlich von Bad Staffelstein am Main. Die Staatsstraße 2204 führt südlich an dem Ort vorbei.

## Geschichte
Rothhof wurde erstmals 1351 urkundlich in einem Schiedsspruch zwischen Wolfram von Redwitz und Kloster Banz betreffs der Gemeinden Draisdorf, Nedensdorf und „czu Rod“ erwähnt. 1426 folgte eine Nennung des Guts „auf dem Rode“ als Lehen des Bamberger Domkapitels. 1508 gab es den Karteneintrag „Zigelhütten“. 1650 wurde der Ort beschrieben als „Wiese Vnterhalb der Ziegelhütten neben dem Main vnd Rodt Anger“ und im Jahr 1801 als Roth, „ein zwischen Staffelstein und Unnersdorf auf dem dasigen schönen Wiesgrunde gelegenes mit Haus, Stadel, einer Ziegelhütte und andern Zugehörungen versehenes Gut, gehört mit allen Gerechtsamen dem Amte Staffelstein, dahin es auch eingepfarrt ist. Der Maynfluß strich ehemals nächst an dieser Ziegelhütte vorbey.“
1854 hatte die Siedlung die Hausnummer 250 in Staffelstein und erstmals den Namen Der Rothhof. Sie bestand aus einem Wohnhaus mit Ziegelhütte. 1862 gehörte Rothhof zu Staffelstein und zum neu geschaffenen bayerischen Bezirksamt Staffelstein.
1871 hatte Rothhof sieben Einwohner und fünf Gebäude. Die katholische Schule und die zuständige katholische Pfarrei befanden sich im zwei Kilometer entfernten Staffelstein. Im Jahr 1900 lebten in dem Weiler 16 Personen in vier Wohngebäuden und 1925 drei Personen und in einem Wohngebäude. Die zuständige evangelische Pfarrei befand sich im 6,5 Kilometer entfernten Herreth. 1950 hatte Rothhof vier Einwohner und ein Wohngebäude. Im Jahr 1970 zählte die Einöde vier, 1987 fünf Einwohner sowie ein Wohnhaus mit zwei Wohnungen.
Am 1. Juli 1972 wurde der Landkreis Staffelstein aufgelöst und Rothhof gehört seitdem zum Landkreis Lichtenfels. 